# Апостол Павел
Апо́стол Па́вел (от лат. Paulus — «малый», греч. Пαῦλος; Киликия, Тарс, 5/10—64/67 годы, Рим), при рождении — Савл (Σαῦλος, Saulus, Савл Тарсянин, Саул, Саул из Тарса, от ивр. שאול‎ — «выпрошенный, вымоленный»), в христианской традиции также именуется «апостол язычников» — первоверховный апостол (наряду с апостолом Петром). Не входит в число двенадцати апостолов и в число семидесяти апостолов), автор посланий (писем), входящих в состав Нового Завета, христианский святой. Основными источниками информации о жизни апостола Павла являются новозаветная книга Деяния святых апостолов и, отчасти, послания самого апостола Павла.
Апостола Павла часто считают подлинным основателем христианства ввиду его исключительной роли в отделении христианства от иудаизма. Его идея обращения с проповедью к язычникам стала основой становления христианства как мировой религии. В своих посланиях апостол Павел свидетельствовал о вере ранней Церкви и истолковывал её, чем заложил основы христианского богословия. Павлу принадлежит важнейшая роль в формировании христианской догматики: относя к Иисусу Христу те библейские стихи, в которых говорится о Боге, он способствовал признанию Иисуса Богом; акцентировал спасение верующих благодаря смерти Христа и его воскресению. В православии считается одним из двух (вместе с апостолом Петром) основателей Христианской церкви.
Как воинствующий фарисей, Савл участвовал в преследовании первых последователей Христа (позднее прозванных «христианами»), заточая их в тюрьмы. Он выпросил у первосвященника письма в Дамаск к синагогам, чтобы там арестовывать последователей учения Иисуса Христа, но на пути в Дамаск Савл ослеп от внезапного ярчайшего света с неба и, услышав укоризненный голос Иисуса: «Савл, Савл! Что ты гонишь Меня?», уверовал в Него. Шедшие с ним привели Савла в Дамаск, где он был исцелён от слепоты Ананией и принял крещение. Уже в Дамаске Савл стал проповедовать в синагогах об Иисусе, что Он есть Сын Божий. На Кипре обратил ко Христу проконсула Сергия Павла, после чего стал именоваться Павлом. Им были созданы многочисленные христианские общины на территории Малой Азии и Балканского полуострова. Проповедовал учение о спасении не делами, а верой и силой благодати, и окончательно обособил христианское учение от иудаизма и иудействующих христиан. Был схвачен в Иерусалиме и доставлен по его просьбе в Рим, где по приговору суда был обезглавлен 29 июня — в день, когда распяли апостола Петра.
Четырнадцать Посланий Павла общинам и отдельным людям составляют значительную часть Нового Завета и являются одними из главных текстов христианского богословия. В этих посланиях, являющихся дополнением к Евангельскому учению, Павел разъяснил учение Иисуса Христа, утверждал необходимость совершения Таинства Евхаристии, подверг критике иудеохристианство. Послания апостола Павла широко употребляются в христианском богослужении, а отрывки из них читаются при совершении Божественной литургии и некоторых других богослужений (см. книгу Апостол), а также на различных требах.
Художественно-символически изображается лысеющим и бородатым, в красно-зелёном одеянии, с мечом, которым его обезглавили, или с мечом духовным, который есть Слово Божие (Еф. 6:17), и с книгой посланий в руках.

## Жизнь

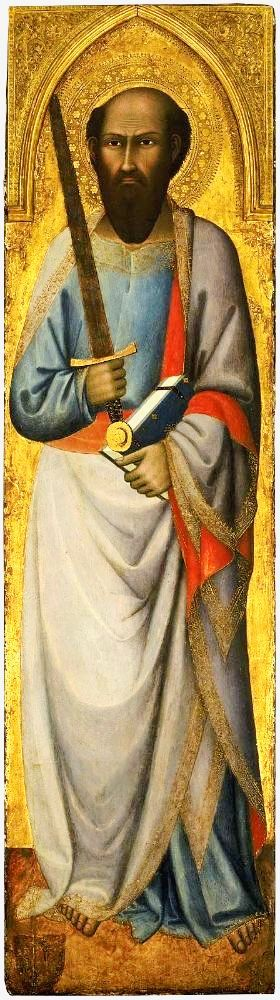
Апостол Павел (Андреа Ванни, 1390 год)

### Происхождение
Апостол Павел — еврей (иудеянин) средиземноморской диаспоры, родившийся в Тарсе, главном городе Киликии и одном из крупнейших центров эллинистической культуры. Еврейское имя Павла — Шаул (ивр. שאול‎), эллинизированная форма — Савл (др.-греч. Σαῦλος). Павел происходил из колена Вениаминова, и, вероятно, был назван в честь принадлежавшего к тому же колену библейского царя Саула.

#### Семья и воспитание
Отец Павла был фарисеем, и сам Павел был воспитан в традициях фарисейского благочестия. При этом Павлу перешло от отца римское гражданство, что говорит о высоком статусе семьи, поскольку в то время лишь немногие обитатели провинций Римской империи обладали статусом гражданина. С этим, вероятно, связано наличие у Павла римского имени лат. Paulus (в греческой транскрипции др.-греч. Παῦλος), что означает «малый». Впоследствии, называя себя «наименьшим из апостолов», Павел, возможно, обыгрывал смысл своего имени.
Павел говорит о себе: «Я Иудеянин, родившийся в Тарсе Киликийском, воспитанный в сём городе [то есть, в Иерусалиме] при ногах Гамалиила, тщательно наставленный в отеческом законе». Если это свидетельство Деяний, не находящее, правда, подтверждения (или опровержения) в Посланиях, верно, то Павел обучался Торе и искусству её раввинистической интерпретации у одного из самых знаменитых учителей того времени, раввина Гамалиила Старшего. Примеры раввинистического толкования можно найти в посланиях Павла, причём в качестве толкуемого текста выступает не Тора на древнееврейском, а её греческий перевод, Септуагинта. Во времена Павла этот перевод широко использовался среди евреев диаспоры, чьим родным языком как правило был греческий (позже, в ходе роста противостояния с христианством, иудеи практически отказались от использования Септуагинты).
Павел был обучен ремеслу — шитью палаток. Возможно, это является косвенным указанием на то, что Павел собирался стать раввином: за обучение Торе нельзя было брать деньги, поэтому все рабби зарабатывали себе на жизнь тем или иным ремеслом. В посланиях Павел не раз упоминает, что не был обузой для общины, поскольку кормил себя сам.
Павел пишет: «Безбрачным же и вдовам говорю: хорошо им оставаться, как я». Был ли сам Павел безбрачным или вдовцом, в Новом Завете явно не сказано. Православные предания трактуют эти слова Павла в том смысле, что он был именно девственником.

Апостол Павел, лично для себя избравший девство и призывавший подражать ему в этом, тем не менее осуждает «лицемерие лжесловесников, сожжённых в совести своей, запрещающих вступать в брак»

…Святые Апостолы Иоанн Богослов, Павел, Варнава и, без сомнения, многие другие были девственниками

Однако, согласно сообщению из книги Деяний апостолов: «…получив власть от первосвященников, я многих святых заключал в темницы, и, когда убивали их, я подавал на то голос», — можно заключить, что Павел был членом синедриона, поскольку имел право голоса казнить христиан. Члены этой организации были обязаны вступать в брак. Более того, Павел, будучи строгим фарисеем, вряд ли пожелал бы пренебречь тем, что Иудеи считали священным долгом, а именно браком. Его подробные наставления из седьмой главы первого послания к Коринфянам также позволяют предположить, что он был хорошо знаком с проблемами, подобными тем, которые возникают в связи с браком, а значит, мог быть женат до написания этого отрывка.
Согласно преданию, святые мученицы Зинаида Тарсийская и Филонила являются родственницами (по некоторым данным — родными сёстрами) апостола Павла.

#### Связи с эллинизмом
Наряду со знанием Торы, из Нового Завета очевидно знакомство Павла с общими местами греко-римской культуры того времени: философии, литературы, религии и, прежде всего, риторики. По широко распространённой версии, послания Павла написаны на живом идиоматическом греческом языке. По другой, существует чёткое доказательство применения игры слов, стихосложения, проявляющихся только на арамейском языке. Родной город Павла Тарс был одним из центров эллинистической образованности, уступавшим в этом отношении лишь Александрии и Афинам. Правда, неизвестно, в каком возрасте Павел покинул Тарс и отправился на учёбу в Иерусалим, но известно, что уже после обращения Павел был вынужден вернуться на длительное время на родину, чтобы избежать преследований со стороны бывших соратников.
Было убедительно показано, насколько широко в речах и посланиях Павла используются приёмы античной риторики. Многие из встречающихся в Новом Завете цитат или аллюзий на произведения светских античных авторов приводятся Павлом или, по крайней мере, вкладываются в его уста. Многие исследователи пытались также найти в богословии Павла следы влияния малоазийских мистериальных культов.

### Участие в преследовании христиан
Судя по Деяниям святых апостолов, Павел был моложе Иисуса. Весьма вероятно, что оба они находились в Иерусалиме в одни и те же пасхальные дни. Однако в Новом Завете нет никаких свидетельств о том, что Павел видел Иисуса до казни.
В главах 7—9 Деяний святых апостолов несколько раз говорится об активном участии Павла (называемого вплоть до Деян 13:9 исключительно Савлом) в гонениях на раннюю христианскую церковь; сам Павел также упоминает в ряде посланий, что до обращения участвовал в преследовании христиан.

#### Убийство Стефана

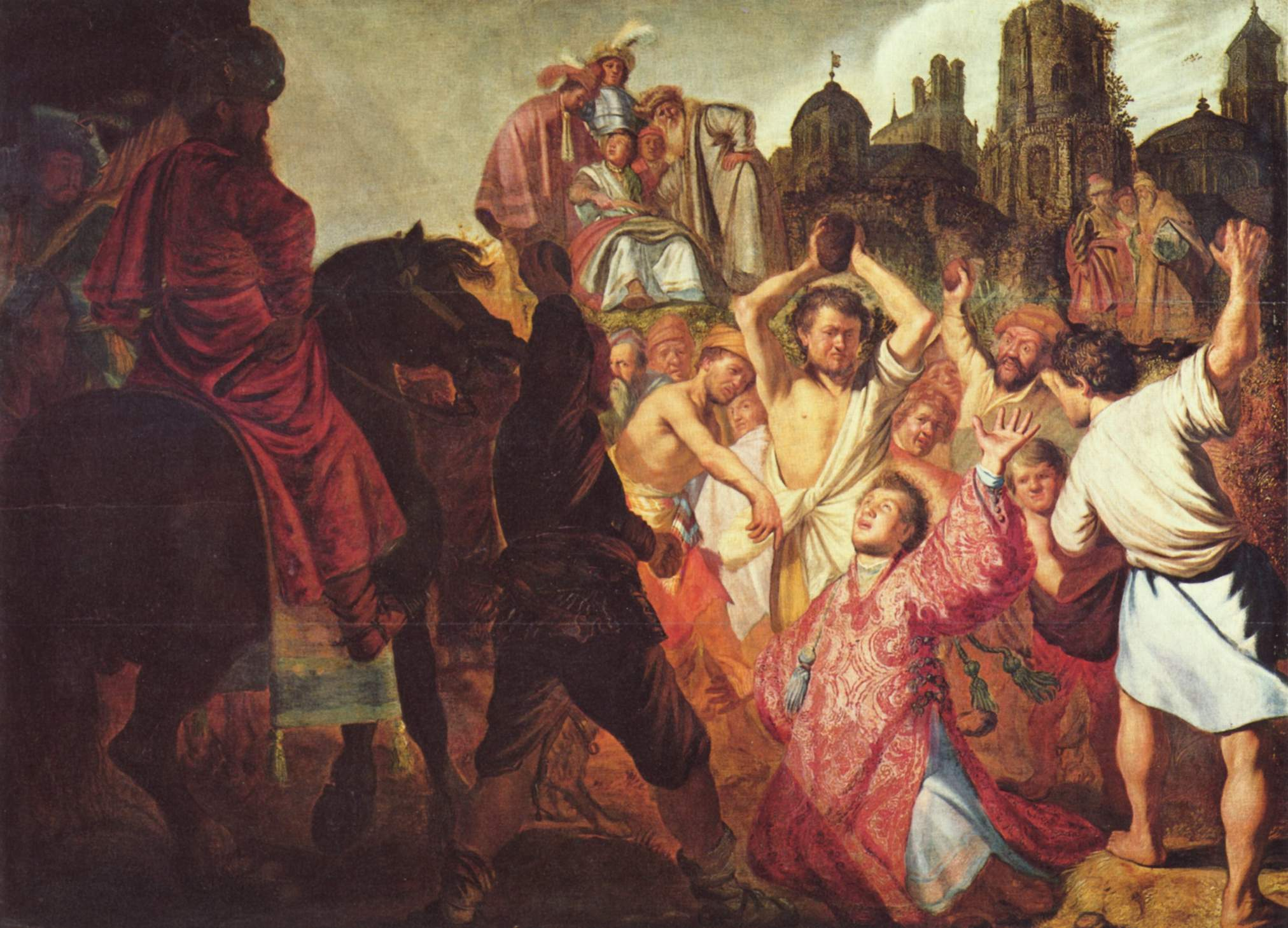
«Каменование Св. Стефана». Рембрандт, 1625 г. (Музей изящных искусств, Лион). На заднем плане, сидящим с одеждой свидетелей на коленях изображён Савл.

Впервые Савл упоминается в сцене избиения камнями первомученика Стефана, причём, будучи несовершеннолетним, он не принимал непосредственного участия в казни, но лишь сторожил одежды. Поскольку в следующем году Савл уже принимает участие в гонениях на христиан в Дамаске, можно предположить, что год смерти Стефана (33 год) совпал с годом совершеннолетия Савла, который у иудеев отмечается в 13 лет. Таким образом, годом рождения Савла можно признать 20 год. В Деяниях описан суд над Стефаном, но непонятно, был ли ему вынесен смертный приговор, или его побила камнями разгневанная толпа, не ставшая дожидаться окончания суда.

#### Причины и характер преследований
Гонения, в которых принял участие Павел, были вызваны ранней христианской проповедью, становившейся неприемлемой для ортодоксального иудаизма из-за таких моментов как:
- Проповедь распятого Мессии. «…мы проповедуем Христа распятого, для Иудеев соблазн[52]…»[53]. Такая проповедь воспринималась как богохульство, поскольку распятие было особо позорной казнью, несовместимой с богоизбранностью Мессии, который должен прийти как царь и победитель. В Послании к Галатам[54] Павел цитирует Второзаконие[55]: «… проклят всяк, висящий на древе»[56]. Для Павла-фарисея было немыслимо видеть в распятом и, следовательно, проклятом преступнике Мессию[57].

- Критика храмового культа. Многие исследователи считают, что уже в это время в среде христиан из «эллинистов», таких, как Стефан, стало проявляться критическое отношение к еврейской сосредоточенности на Иерусалиме и Храме, плохо совместимой со вселенским характером христианского благовестия. В речи Стефана перед Синедрионом, в написании которой Лука мог опираться на источник, довольно точно передающий взгляды «эллинистов», содержатся открытые нападки на Храм. Возможно, именно критика храмового культа и стала основной причиной преследований.

В ранних гонениях на христиан можно видеть попытку синагогальных общин, находившихся под всецелым влиянием фарисеев, навести порядок в своей среде путём «дисциплинарного» наказания неортодоксальных взглядов. Именно таким наказанием могли быть упоминаемые Павлом бичевание (5 раз по 40 ударов без одного) и тюремное заключение, которым он подвергся уже став христианином. Не исключено, что преследования христиан велись в основном в эллинистских общинах, членом одной из которых мог быть Савл. Основную роль в преследованиях играли, по всей видимости, фарисеи, но в них могло принять участие и храмовое саддукейское священство. В Деяниях фарисей Савл получает от саддукейского первосвященника полномочия привести в Иерусалим христиан из Дамаска для наказания.

### После обращения

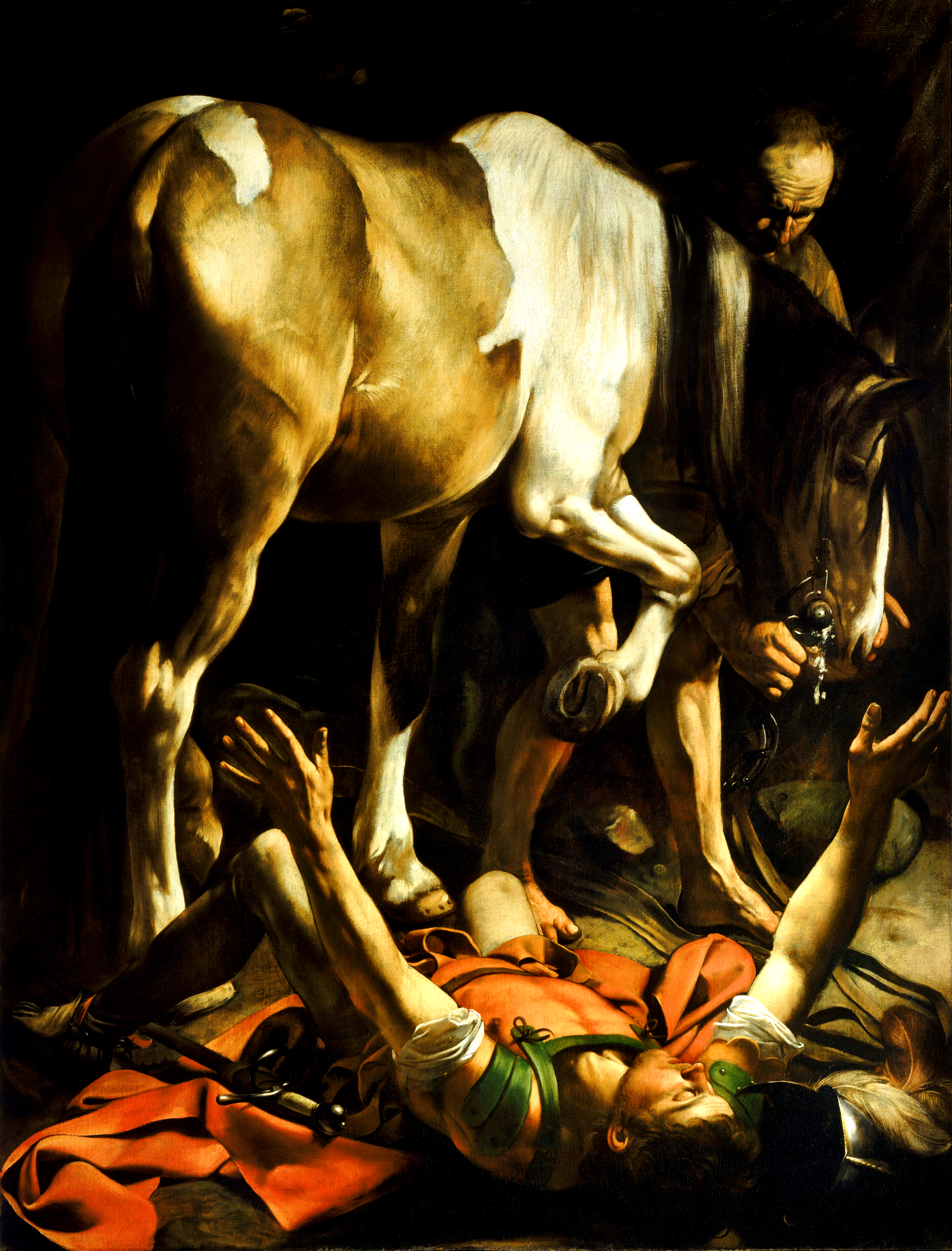
Караваджо. Обращение Савла по дороге в Дамаск. 1601. Церковь Санта-Мария-дель-Пополо. Рим

Около 34 года на пути в Дамаск он неожиданным образом услышал неведомый голос «Савл! Савл! Что ты гонишь меня?» и на три дня ослеп. Приведённый в Дамаск, он был исцелён христианином Ананией и крестился. Пробыв несколько дней с учениками Дамаска, Апостол Павел проповедует Евангелие среди иудеев Аравии, под которой обычно понимается Набатея. После он возвращается в Дамаск, где сталкивается с преследованиями царя Ареты.
Около 37 или 39 года он посещает Иерусалим. Местные христиане долго не могли принять его, только заступничество Варнавы примирило Павла с апостолами. После Иерусалима он возвращается в родной Тарс, откуда его забирает Варнава и приводит в Антиохию. В антиохийской церкви соратниками Павла были Симеон Нигер, Луций Киринеянин и Манаил.

### Первое апостольское путешествие
Из Антиохии около 46 года Павел совершает своё первое апостольское путешествие совместно с Варнавой. Первым делом он посещает Селевкию, откуда переправляется на Кипр, дойдя до Пафа, он состязается с лжепророком Вариисусом, который хотел отвратить от Христа проконсула Сергия Павла (Деян. 13:6—9). После этого в книге Деяния святых апостолов Савл именуется Павлом. После Кипра путь Павла лежал в Памфилию, где он впервые начинает обращаться к язычникам. Из Памфилии он пришёл в Иконию. Изгнанный оттуда иудеями, он отправляется в Ликаонию, где язычники его принимают за Гермеса. Затем, через Писидию Павел возвращается в Памфилию и отплывает в Антиохию.

### Апостольский собор 49 года
Споры в апостольской общине между иудеохристианами и паулинистами (сторонниками Павла) приводят к необходимости созыва Апостольского собора в Иерусалиме. Павел отстаивал позицию, что христианам-неевреям нет необходимости совершать обрезание. Старые апостолы Пётр и Иаков приняли сторону Павла и тот, убеждённый в своей правоте, возвратился в Антиохию. Когда в Антиохию прибывает Пётр, то у него с Павлом начинаются прения.

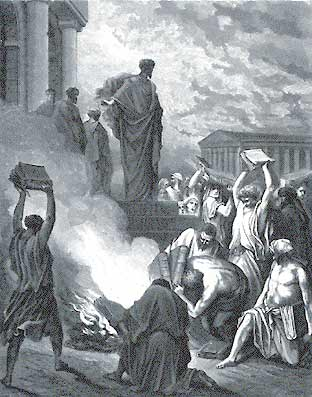
Ефесяне сжигают колдовские книги после проповеди апостола Павла

### Второе апостольское путешествие
Затем Павел уже с Силой отправляется во второе апостольское путешествие (Варнава тем временем отбывает на Кипр). В Листре он встречает Тимофея, которого берёт с собой. Дальше его путь лежит в Фригию и Галатию. Пройдя через Мисию он оказывается в Троаде, где созревает план проповедовать в Европе. Оказавшись в Европе, Павел посещает Филиппы. Здесь Павла и Силу задерживают, но, как римского гражданина, не подлежащего суду местных властей, отпускают. Пройдя через Амфиполь, Павел оказывается в Фессалониках. Далее путь его лежит в Афины, где знакомится с Дионисием Ареопагитом. В Коринфе он знакомится с супружеской парой Прискиллой и Акилой и останавливается на 1,5 года в годы правления Галлиона, то есть в 52 году. Именно здесь он пишет первое и, возможно, второе послание к Фессалоникийцам. Затем Павел морем переплывает в Эфес (там он оставляет Акилу и Прискиллу), а оттуда морем в Иерусалим через Кессарию.

### Третье апостольское путешествие

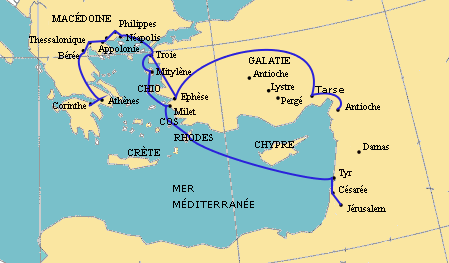
Третье апостольское путешествие

Третье апостольское путешествие было предпринято в Эфес, где апостолом Павлом в 54-57 годах были написаны Послание к Галатам и Первое послание к Коринфянам. Из Эфеса Павел вторично отправился в Македонию, откуда он написал Второе послание к Коринфянам (57 год), а затем посетил Элладу. Зимой 57 года Павел прибыл в Коринф. Далее его путь лежал через Филиппы в Троаду, а оттуда в Милет. Морем, через Родос и Кипр, Павел прибыл в Тир. В Коринфе в 58 году апостол Павел написал одно из самых значимых его посланий — Послание к Римлянам, адресованное христианской общине Рима.

### Суд
В Иерусалиме иудеи обвинили Павла в том, что он вводит в Храм Соломона язычников. Его повели на суд в синедрион, где началась распря между фарисеями и саддукеями. Однако иудеи не могли казнить Павла из-за римского гражданства, тогда его отправили в Кесарию на суд прокуратору Феликсу, который «оставил Павла в узах». Новый прокуратор Иудеи Порций Фест совместно с иудейским царём Агриппой решает переправить Павла в Италию на суд императору. Здесь Павел в качестве пленника отправляется в своё последнее путешествие (из описанных в Деяниях Апостолов). Его корабль минует Сидон, Кипр, Миры Ликийские, Крит, Адриатическое море и терпит крушение близ острова Мелит. Оттуда на корабле «Диоскуры» Павел прибывает сначала в Сиракузы, потом в Ригию и затем около 60 года в Рим, где прожил ещё два года. Из Рима апостол Павел написал послание к Филиппийцам, к Ефесянам, к Колоссянам и к Филимону. Все эти три послания были написаны в 63 году и отправлены с Тихиком. К этому же времени, возможно, относится и написание апостолом Послания к Евреям.

### Четвёртое апостольское путешествие
Согласно преданию, в Риме апостол был освобождён и совершил четвёртое миссионерское путешествие. На востоке он посетил ранее основанные им церкви. На острове Крит он рукоположил Тита во епископа Критского, затем в Малой Азии около 64—65 годов написал к нему послание (Послание к Титу). Затем апостол Павел рукоположил Тимофея во епископа Ефесского, после посетил Македонию, откуда написал Первое послание к Тимофею (65 г.). В Коринфе Павел встретил апостола Петра, с которым пришёл в Рим в 66 году. Из Рима Павел осуществил путешествие в Испанию, по возвращении из неё был схвачен в Риме и помещён в узы. Считается, что из тюрьмы около 67 года Павел написал Второе послание к Тимофею.

### Смерть
Согласно Церковной истории Евсевия Кесарийского, апостол Павел перенёс много страданий и был как римский гражданин не распят, а обезглавлен в Риме во время гонения на христиан при Нероне. Возможно, это произошло в 64 году, однако обстоятельства написания Послания к Титу позволяют отнести его смерть к более позднему времени — к 67 или 68 году, то есть после четвёртого апостольского путешествия.
На месте его погребения ученики оставили памятный знак, который позволил императору Константину разыскать это место и построить там церковь Сан-Паоло-фуори-ле-Мура.
Католики отмечают память Петра и Павла 29 июня; Православные церкви, использующие Юлианский календарь, отмечают его 12 июля (н. ст.). В православии и католичестве Пётр и Павел — два наиболее почитаемых апостола, называемых первоверховными святыми апостолами за особо ревностное служение Господу и распространение веры Христовой.

### Внешний облик
Апокрифический раннехристианский текст «Деяния Павла и Фёклы», датируемый II веком, описывает Павла как «мужа низкорослого, лысого, с ногами кривыми, с осанкою достойною, с бровями сросшимися, с носом немного выступающим, полного милости».

## Учение
Апостол Павел часто именуется подлинным основателем христианства по причине его исключительной роли в отделении христианства от иудаизма. Он трансформировал учение Иисуса в учение, основанное на вере в Иисуса как сына Божиего, который восстал из мёртвых и своей смертью искупил грехи верующих в него. Согласно исследованиям учёных, эти идеи не принадлежали исключительно Павлу: они содержатся также в Евангелии, Посланиях Иоанна, Послании к Евреям. Предположительно, они появились на той же идейной и социальной почве, что и взгляды Павла, что подтверждается содержанием свитков Мёртвого моря. В Посланиях Павла, Послании к Евреям и теологии Иоанна Крестителя заметно влияние тех же мотивов, что и в рукописях Мёртвого моря; иногда они использовали одинаковую терминологию.

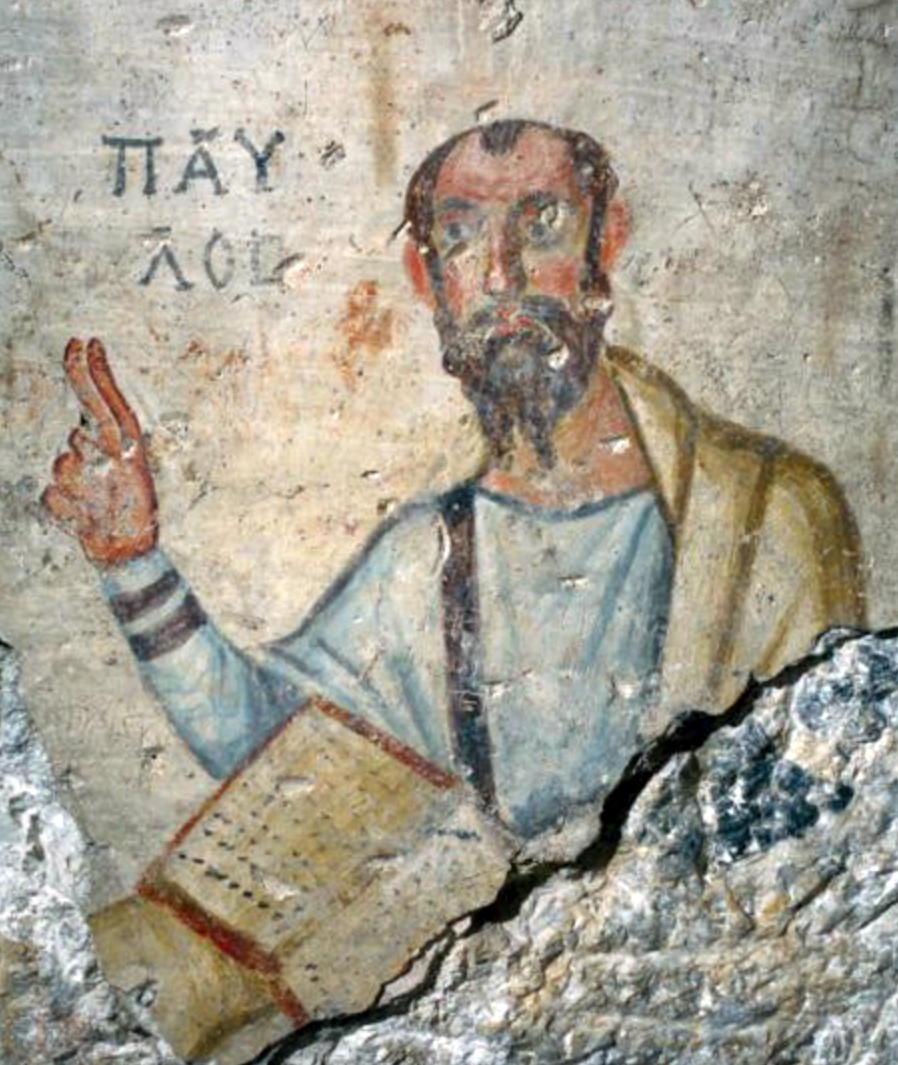
Роспись в гроте Святого Павла, Эфес, конец V век

Группа принявших христианскую веру евреев, к которой принадлежал Павел, относилась к эллинизированным евреям диаспоры и подверглась влиянию идей, близких к кумранитам. Однако Павел существенно переработал идеи предшественников. Идея избавления от греха благодаря искупительной жертве Иисуса Христа отразила косвенное влияние религиозных воззрений, близких к кумранским и выраженных в Свитке гимнов. Но Павел ещё не придаёт идее первородного греха того исключительного значения, какое она получила в позднейшем христианстве. Этот взгляд служил определению христианства в качестве особой общины, полемике с иудейским законом и аргументации в пользу идеи спасения благодаря жертве Христа. Христианская община определяется Павлом при помощи образов, схожих с кумранитскими — община Божиих избранников, которые выделены из остального, пребывающего во зле мира. На кумранитском учении о противоположности духа и плоти основана идея Павла относить предписания иудейского закона к греховной сфере плоти, а веру в Христа — к священной сфере духа.
Идея Павла о двойном предопределении стала имманентным развитием учения, подобного кумранитам. Апостол Павел акцентируется на идее избранничества евреев: если христианская вера принята не всем еврейским народом, это нужно для того, чтобы она была принята язычниками, которые обретут спасение. Но в итоге «весь Израиль спасётся» (Рим. 11:26), «ибо всех заключил Бог в непослушание, чтобы всех помиловать» (Рим. 11:32). Кумраниты верили в предопределение: принадлежность к числу «сынов света» определяют не собственные заслуги человека, а ничем не обусловленная Божия милость. Однако Павел, в отличие от кумранской группы, строго соблюдавшей еврейские заповеди, утверждал, что спастись можно не иудейским законом, но только благодатью Божией, а закон как бы препятствует благодати. Павел учил, что явление, смерть и воскресение Христа освободили верующих от греха, поэтому христиане освобождались от соблюдения иудейского закона. У Павла Иисус представлен как Христос-Спаситель, с помощью которого Бог сотворил мир. Иисус облекается в плоть, затем своей смертью искупил верующих в него, воскресает и возвращается к своему Отцу небесному. Христология Павла была развита им на основе идей его предшественников.
Христианская религия прекратила связи с еврейским законом именно по причине того, что многие обращённые из язычников готовы были к соблюдению лишь некоторых еврейских заповедей. Павел считал, что язычник, который принял христианство и соблюдает эти предписания, не является настоящим христианином. Позицию Павла по соблюдению предписаний иудаизма новообращёнными из язычников критиковали многие члены христианской общины Иерусалима, включая апостола Петра, но разногласия не дошли до открытого раскола. Однако те иудеохристиане, которые не присоединились к развивающейся церкви, негативно относились к Павлу и его делу.

## Влияние
По причине отрицательного отношения к иудейскому закону апостол Павел стал основным инициатором отделения христианства от иудаизма, а его идея обращения с проповедью к язычникам стала основой становления христианства как мировой религии. Отмена соблюдения иудейских предписаний оказало влияние на развитие христианства во II веке. Христиане отвергли весь образ жизни религиозных иудеев. Хотя Павел не требовал, чтобы его последователи-евреи отказались от соблюдения иудейских предписаний, соблюдение этих предписаний евреями, желающими обратиться в христианство, запретили уже в середине II века. Той же позиции придерживалась Церковь и в Средние века.
Более позднее христианство не приняло полного отвержения апостолом Павлом иудейского закона, поскольку такой подход вёл к антиномианизму, то есть отрицанию любых ветхозаветных обязательств. Слова Павла принял и существенно фальсифицировал гностик Маркион, авторству которого ряд историков относил послания Павла. Павлу принадлежит важнейшая роль в формировании христианской догматики: относя к Христу те библейские стихи, в которых говорится о Боге, он способствовал признанию Иисуса Богом; акцентировал, что спасение верующих осуществляется благодаря смерти Христа и его воскресению. Христианская церковь не приняла павловой идеи предопределения, которая связана с идеей абсолютной, не обусловленной чем-либо Божией благодати. Отцы Церкви до Августина Блаженного признавали свободу воли и значение добрых дел для спасения. Августин заново открывает учение Павла о предопределении благодати Божией и неискоренимости человеческой греховности. Осудив учение пелагианства о том, что первородный грех не влияет на человеческую природу, а человек не ограничен в свободе воли и по-прежнему способен выбирать добро или зло без помощи Бога, как ересь (431) Католическая церковь практически принимает учение Павла. Споры вокруг его учения возобновляются в IX веке, но быстро угасают. Некоторые основные элементы паулианства были возрождены в различном виде Мартином Лютером и Жаном Кальвином. Спор между христианскими теологами о положительном и отрицательном влиянии учения и деятельности Павла на облик христианства продолжается до настоящего времени. Паулианство оказало влияние на диалектическую теологию.
К писаниям и решениям Павла восходят истоки враждебности христианства к иудаизму. Апостол Павел обычно демонстрирует любовь к еврейскому народу и веру в грядущее спасение этого народа, но в Первом послании к Фессалоникийцам он прямо обвиняет евреев в богоубийстве (1Фес. 2:15, 16). Положительные высказывания Павла о евреях не повлияли на отношение Христианской церкви к евреям в эпохи Средних веков и Реформации.

## Сподвижники

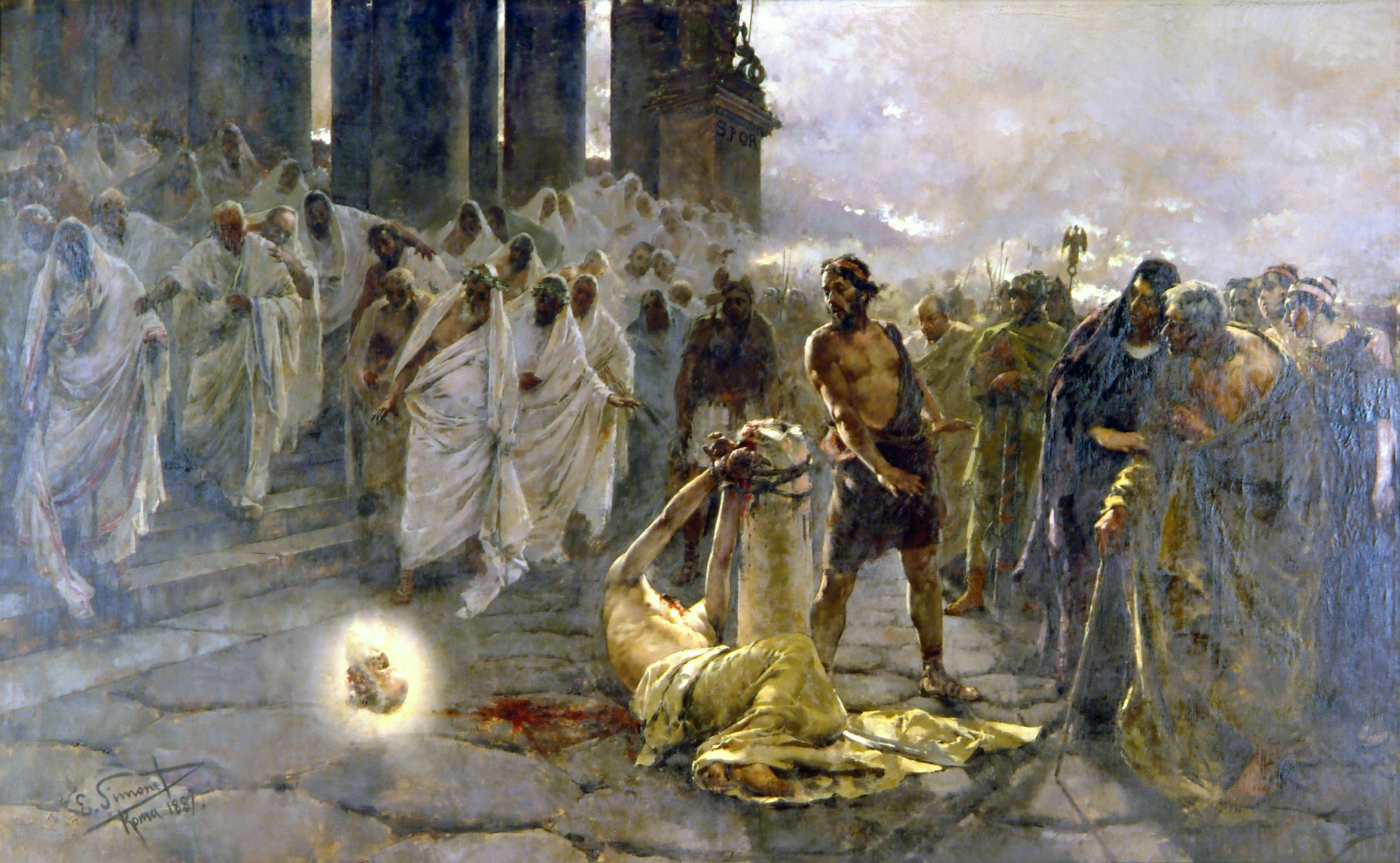
Энрике Симоне, Усекновение главы святого Павла (1887)

Усекновение главы святого Павла (1278—79)

Поскольку роль апостола Павла как апостола язычников была велика, то его миссия была бы невозможной без многочисленных сподвижников, которые упоминаются на страницах Нового Завета:
- Аполлос
- Артема
- Ахаик
- Гаий Коринфянин
- Димас[103]
- Зина Законник
- Ераст
- Иасон
- Иродион
- Карп
- Крискент
- Лин
- Евангелист Лука, лекарь
- Евангелист Марк
- Онисифор
- Прискилла и Акила
- Пуд
- Силуан
- Сосипатр
- Тертий
- Тимофей Эфесский — адресат двух посланий ап. Павла
- Тихик
- Трофим
- Фортунат

## Обнаружение останков

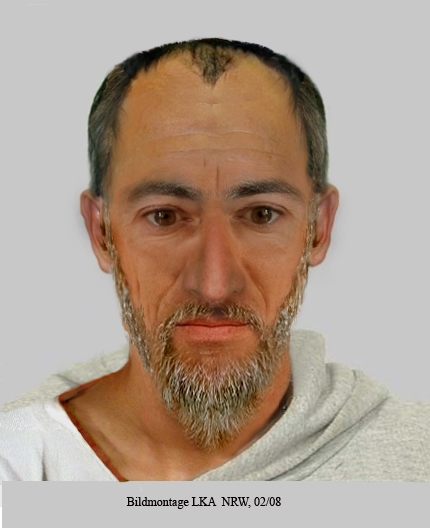
Реконструкция возможного облика апостола Павла

В день памяти апостола Павла 29 июня 2009 года, папа римский Бенедикт XVI рассказал, что впервые в истории было проведено научное исследование саркофага, находящегося под алтарём римского храма Сан-Паоло-фуори-ле-Мура. По словам папы, в саркофаге были обнаружены
…мельчайшие фрагменты костей, которые были подвергнуты исследованию с использованием углерода-14 экспертами, не знавшими об их происхождении. Согласно результатам, они принадлежат человеку, жившему между I и II вв.… …Это, похоже, подтверждает единодушную и бесспорную традицию, согласно которой речь идёт об останках апостола Павла
 — заявил понтифик на церемонии по случаю завершения торжеств, связанных с 2000-летием святого Павла. Вскрывать древнюю находку долго не решались. Саркофаг пытались просветить рентгеновскими лучами, но камень оказался слишком толстым. 
В саркофаге, никогда ранее не открывавшемся на протяжении веков, было проделано очень маленькое отверстие для введения зонда, посредством которого были обнаружены следы драгоценной льняной ткани, окрашенной в пурпурный цвет, пластина из чистого золота и ткань голубого цвета с волокнами льна. Было обнаружено присутствие красного ладана, а также белковых и известковых соединений.
Понтифик пообещал, что, когда учёные закончат исследования, саркофаг с мощами будет доступен для поклонения верующих.

## Послания
Древнее христианское предание, разделяемое, в частности, Православной и Католической Церквями, присваивает апостолу Павлу авторство четырнадцати посланий, входящих в Новый Завет.
В научном сообществе (библейской критике) существует деление тринадцати посланий апостола Павла на две группы.
Первую группу составляют так называемые протопаулинистские (прото-павловы) послания, то есть послания несомненно написанные апостолом Павлом (собственноручно или под диктовку). К ним относятся семь посланий: Послание к Римлянам, Первое и Второе послания к Коринфянам, Послание к Галатам, Послание к Филиппийцам, Первое послание к Фессалоникийцам, Послание к Филимону.
Вторую группу составляют так называемые девтеропаулинистские (девтеро-павловы) послания, то есть послания, относительно написания которых апостолом Павлом нет единой точки зрения. К ним относятся шесть посланий: Послание к Ефесянам, Послание к Колоссянам, Второе послание к Фессалоникийцам, Первое и Второе послания к Тимофею и Послание к Титу. Учёные, отрицающие написание этих посланий апостолом Павлом, считают, что они были написаны от лица Павла после его смерти до начала II века, возможно, его учениками.
Принадлежность апостолу Павлу послания к Евреям современная западная библейская критика отвергает.
В качестве критериев подлинности посланий рассматриваются их вероятная дата написания, форма, стиль, лексика и богословские взгляды, изложенные в посланиях. Для объяснения некоторого различия в стиле посланий используется предположение, что на стиль девтеро-павловых посланий оказали влияния писцы-секретари апостола Павла. Так один из писцов по имени Тертий указан в послании к Римлянам.
В настоящее время всё большее число современных учёных, имеющих разные богословские позиции, на основании полного стилеметрического анализа посланий (пропорциональное соотношение длины предложений, вариации в длине предложений, расположение ключевых слов в посланиях и др.), приводят доводы в пользу принадлежности апостолу Павлу всех 14 посланий, за исключением послания апостола Павла к Евреям. Немецкая исследовательница Эта Линнеманн пришла к выводу о том, что «словарный состав не даёт нам никаких аргументов для провозглашения каких-либо писаний неаутентичными — будь то в отношении целых писем или отдельных их частей».
Послания в Новом Завете расположены не в хронологическом порядке их написания, а в порядке уменьшения их длины (исключением является послание к Евреям). Самым ранним посланием считается первое послание к Фессалоникийцам (около 52 года), самым поздним — второе послание к Тимофею (около 67 года)
| №  | Русское                           | Латинское                       | Рус. | Полн.   | Мин. | Язык оригинала    |
| -- | --------------------------------- | ------------------------------- | ---- | ------- | ---- | ----------------- |
| 1  | Послание к Римлянам               | Epistula ad Romanos             | Рим  | Rom     | Ro   | Греческий (койне) |
| 2  | Первое послание к Коринфянам      | Epistula I ad Corinthios        | 1Кор | 1 Cor   | 1C   | Греческий (койне) |
| 3  | Второе послание к Коринфянам      | Epistula II ad Corinthios       | 2Кор | 2 Cor   | 2C   | Греческий (койне) |
| 4  | Послание к Галатам                | Epistula ad Galatas             | Гал  | Gal     | G    | Греческий (койне) |
| 5  | Послание к Ефесянам               | Epistula ad Ephesios            | Еф   | Eph     | E    | Греческий (койне) |
| 6  | Послание к Филиппийцам            | Epistula ad Philippenses        | Флп  | Phil    | Phi  | Греческий (койне) |
| 7  | Послание к Колоссянам             | Epistula ad Colossenses         | Кол  | Col     | C    | Греческий (койне) |
| 8  | Первое послание к Фессалоникийцам | Epistula I ad Thessalonicenses  | 1Фес | 1 Thess | 1Th  | Греческий (койне) |
| 9  | Второе послание к Фессалоникийцам | Epistula II ad Thessalonicenses | 2Фес | 2 Thess | 2Th  | Греческий (койне) |
| 10 | Первое послание к Тимофею         | Epistula I ad Timotheum         | 1Тим | 1 Tim   | 1T   | Греческий (койне) |
| 11 | Второе послание к Тимофею         | Epistula II ad Timotheum        | 2Тим | 2 Tim   | 2T   | Греческий (койне) |
| 12 | Послание к Титу                   | Epistula ad Titum               | Тит  | Tit     | T    | Греческий (койне) |
| 13 | Послание к Филимону               | Epistula ad Philemonem          | Флм  | Philem  | P    | Греческий (койне) |
| 14 | Послание к Евреям                 | Epistula ad Hebraeos            | Евр  | Heb     | H    | Греческий (койне) |

### Критические замечания
С. И. Соболевский отмечал:

Послания апостола Павла в лингвистическом отношении безыскуственны; он писал так, как говорил, то есть живым языком того времени <…> разговорным языком более или менее образованных людей <…> недаром блаж. Иероним в своих комментариях не раз указывает на его знакомство со светской литературой (litterae saeculares), но вместе с тем и признаёт его недостаточное знание греческого языка, — конечно, литературного, аттического: <…> «еврей, родом из евреев, большой знаток своего родного языка, он не мог выражать глубоких чувств на чужом языке, да и не заботился особенно о словах, когда относительно смысла не было опасности».
— Греческий язык библейских текстов Κοινή. — М.: Издательство Московского Подворья Свято-Троицкой Сергиевой Лавры, 2013. — С. 112.